# 猪姓
猪姓，是一个中文姓氏，起源于三国时期。猪姓是很少见的姓氏，猪姓取得是“有猪成家”的意思。

## 名人
- 猪八戒：小说《西游记》角色。（《西游记》第十八回：“我以相貌为姓，故姓猪。”）在早期西游故事中，作“朱八戒”，源于三国时期僧人朱士行，法号八戒。

## 分布
在中華人民共和國，姓猪的也就有七十多人，其中大约有一半在云南省。貴州省六盤水地區尚有四十多人姓豬。。